# Спецслужбы Италии
1. REDIRECT Система информации для безопасности республики